# Лонг, Энтони
Энтони Артур Лонг (англ. Anthony Arthur Long; род. 17 августа 1937, Манчестер, Англия) — британо-американский историк античной философии. Член Американского философского общества (2009) и Американской академии искусств и наук (1989), членкор Британской академии (1992). Доктор философии (1964), эмерит-профессор Калифорнийского ун-та в Беркли, прежде профессор Ливерпульского университета (1973-1983).

## Биография
Родился в семье школьных учителей.
Согласно собственным воспоминаниям, стать студентом классики его подтолкнуло знакомство с Платоном, осуществлённое харизматичным школьным принципалом.
В 1955-1957 годах служил в Королевской артиллерии.
Учился в Манчестере и в 1957-1960 годах в Университетском колледже Лондона, который окончил со степенью бакалавра классики с отличием. Там же в Лондонском ун-те в 1964 году получил степень доктора философии. На основе диссертации для неё вышла его первая книга «Language and Thought in Sophocles» (1968) — о Софокле, а его первая статья (1963) была посвящена Пармениду.
В 1961-1973 годах преподавал классику в Университетах Отаго и Ноттингема, а также в Университетском колледже Лондона. С 1973 года именной профессор греческого (Gladstone Professor of Greek) в Ливерпульском ун-те. С 1983 года профессор классики Калифорнийского ун-та в Беркли, с 1991 года одновременно именной профессор (Irving Stone Professor) лит-ры, также с 1995 года профессор риторики и с 2005 года — философии. С 2013 года в отставке.
Был приглашённым профессором Мюнхенского ун-та (1973), Калифорнийского в Беркли (1982), Эколь Нормаль в Париже (1993) и др.
Научный интерес Э. Лонга — античная философия и греч. лит-ра.
Под его руководством написал докторскую Дэвид Сэдли.
Почётный гражданин греческого Родоса (1992).
С 1999 года натурализовавшийся гражданин США. Женат, дети.
Работа «Hellenistic Philosophy. Stoics, Sceptics, Epicureans» (1974; 2-е изд. 1986 ISBN 9780520058088) переведена на семь языков (как отмечается в аннотации ко второму изданию этого труда, предыдущая книга на английском языке по данной теме была написана более полувека назад).